# FK Donji Srem
Der FK Donji Srem (vollständiger offizieller Name auf Serbisch: Фудбалски клуб Доњи Срем, Fudbalski klub Donji Srem), auch als Donji Srem bekannt, ist ein serbischer Fußballverein aus Pećinci, das sich in der Opština Pećinci befindet. Ab 2009 gelang dem Verein von der 4. Liga aus der direkte Durchmarsch in die 1. Liga, und so spielt er zurzeit in der SuperLiga, der höchsten Spielklasse des Landes.

## Geschichte

### 1927–1945: Von der Entstehung bis zum Zweiten Weltkrieg
Die Vorläufer des FK Donji Srem war der FK Borac bzw. Borac Pećinci, dessen Gründungsdatum bis heute nicht abschließend geklärt ist, im Gegensatz zu der Ankunft des Fußballsportes in der Opština Pećinci. 1927 war es der Forstingenieur Jovan Djurdjević, ehemaliger Gymnasiast aus Ruma und Student der Forstwirtschaft an der Universität Belgrad, der den ersten Fußball in das damals 1.500 Einwohner zählende und von der Landwirtschaft geprägte Dorf Pećinci brachte. Daher wird dieses Jahr auch als Gründungsdatum von Borac Pećinci bzw. vom heutigen FK Donji Srem betrachtet.
Es dauerte nicht lange, und der Fußball wurde zur beliebtesten Sportart in Pećinci und der Umgebung. Für Borac Pećinci war es lange Zeit üblich, dass zahlreiche Brüder mehrerer Familien im Verein spielten, sowie dessen Nachkommen von Beginn an Mitglieder des Vereins wurden. So wurde regional besonders die Naić-Familie bekannt, die in dritter Generation Mitglied des Vereins war bzw. dessen Söhne für den Verein spielten. Während des Zweiten Weltkrieges wurde das Königreich Jugoslawien 1941 von den Achsenmächten überfallen, besetzt und aufgeteilt. Während dieser Periode kamen zahlreiche Vereinsmitglieder in den Befreiungskriegen ums Leben oder wurden in Konzentrationslagern verschleppt und ermordet.

### 1945–heute: Neugründung und Erstklassigkeit
Nach dem Krieg bzw. zu den Zeiten des Sozialistischen Jugoslawien, spielte Borac Pećinci meist nur Freundschaftsspiele mit Mannschaften aus benachbarten Städten, aber auch gegen solche aus Belgrad und Novi Sad, oder nahm an regionalen Ligen teil. Mit der Entwicklung des Dorfes am Autoput A3 gut 40 Kilometer nördlich der Hauptstadt Belgrad zur Distriktshauptstadt des Okrug Srem parallel ging auch die Geschichte des Clubs. Aufgrund unterschiedlicher Vorkommnisse wurde Borac Pećinci jedoch aufgelöst, so verschwand der Fußball auf Vereinsebene für eine längere Zeit im Raum Pećinci. Er wurde erst 1963 wiederbelebt, als dann der FK Donji Srem von ehemaligen Vorstandsmitgliedern, Spielern und Anhängern von Borac Pećinci ins Leben gerufen wurde, um dessen Fußballtraditionen weiterzuführen.
Von dort an verbrachte der Verein sein Bestehen überwiegend im Amateurbereich. 2009 wurde jedoch der Aufstieg in die Srpska Liga Vojvodina geschafft, eine der vier Sektionen der dritten Liga, und eine Saison später der in die Prva Liga. Die Saison 2011/12 beendete man sensationell auf dem zweiten Platz, der zum Aufstieg in die SuperLiga qualifizierte. So gelangen dem FK Donji Srem drei aufeinander folgende Aufstiege. Seitdem konnte man sich in der 1. Liga halten.

## Stadion
Die Kutpoint Arena (früher Sportski centar Suvača), auch als Suvača bekannt, ist das 3.500 Sitzplätze bietende „reine“ Fußballstadion des Vereins. Es ist nach einem englisch-zypriotischen Softwareunternehmen benannt.

## Trikotausrüster
Von 2010 bis 2014 wurde Donji Srem vom Joma ausgerüstet. Ab der Spielzeit 2014/15 wird NAAI den Club mit Trikots, Trainings- und Freizeitkleidung ausrüsten.